# Special Olympics

Special Olympics Logo

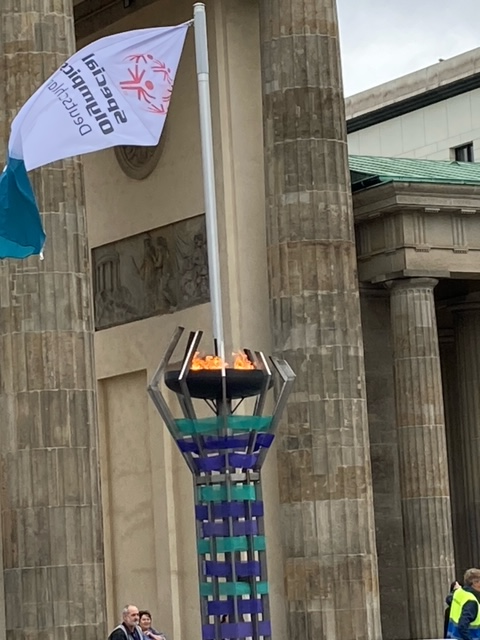
Das olympische Feuer der Special Olympics am Brandenburger Tor in Berlin

Special Olympics ist die weltweit größte Sportbewegung für Menschen mit geistiger Beeinträchtigung und Mehrfachbeeinträchtigung. Sie ist vom Internationalen Olympischen Komitee offiziell anerkannt und darf als einzige Organisation den Ausdruck Olympics weltweit nutzen. Das Ziel von Special Olympics ist es, als Inklusionsbewegung Menschen mit geistiger Beeinträchtigung durch den Sport zu mehr Anerkennung, Selbstbewusstsein und letztlich zu mehr Teilhabe an der Gesellschaft zu verhelfen.
Die Special-Olympics-Bewegung wurde 1968 von Eunice Kennedy-Shriver, einer Schwester von US-Präsident John F. Kennedy, ins Leben gerufen. Hintergrund war die Beeinträchtigung von deren Schwester Rosemary Kennedy nach einer Lobotomie.
Special Olympics ist heute mit 5,2 Millionen Athleten in 174 Ländern vertreten. Der deutsche Bundesverband (Special Olympics Deutschland, SOD) wurde 1991 gegründet. Darüber hinaus gibt es auf Ebene der Bundesländer derzeit 14 Landesverbände. Als Zwischenebene fungiert für Deutschland der Kontinentalverband Special Olympics Europa-Eurasien (SOEE).
Vorsitzender des Dachverbands Special Olympics International (SOI) ist Timothy Shriver, der Sohn von Eunice Kennedy-Shriver.

## Zielsetzung
Special Olympics möchte erreichen, dass Menschen mit geistiger Beeinträchtigung respektiert und als gleichwertig anerkannt werden. Die weltweite Sportbewegung möchte es allen Menschen mit geistiger Beeinträchtigung ermöglichen zu trainieren, an sportlichen Wettkämpfen teilzunehmen und sich auf diese Weise zu entwickeln.

## Geschichte

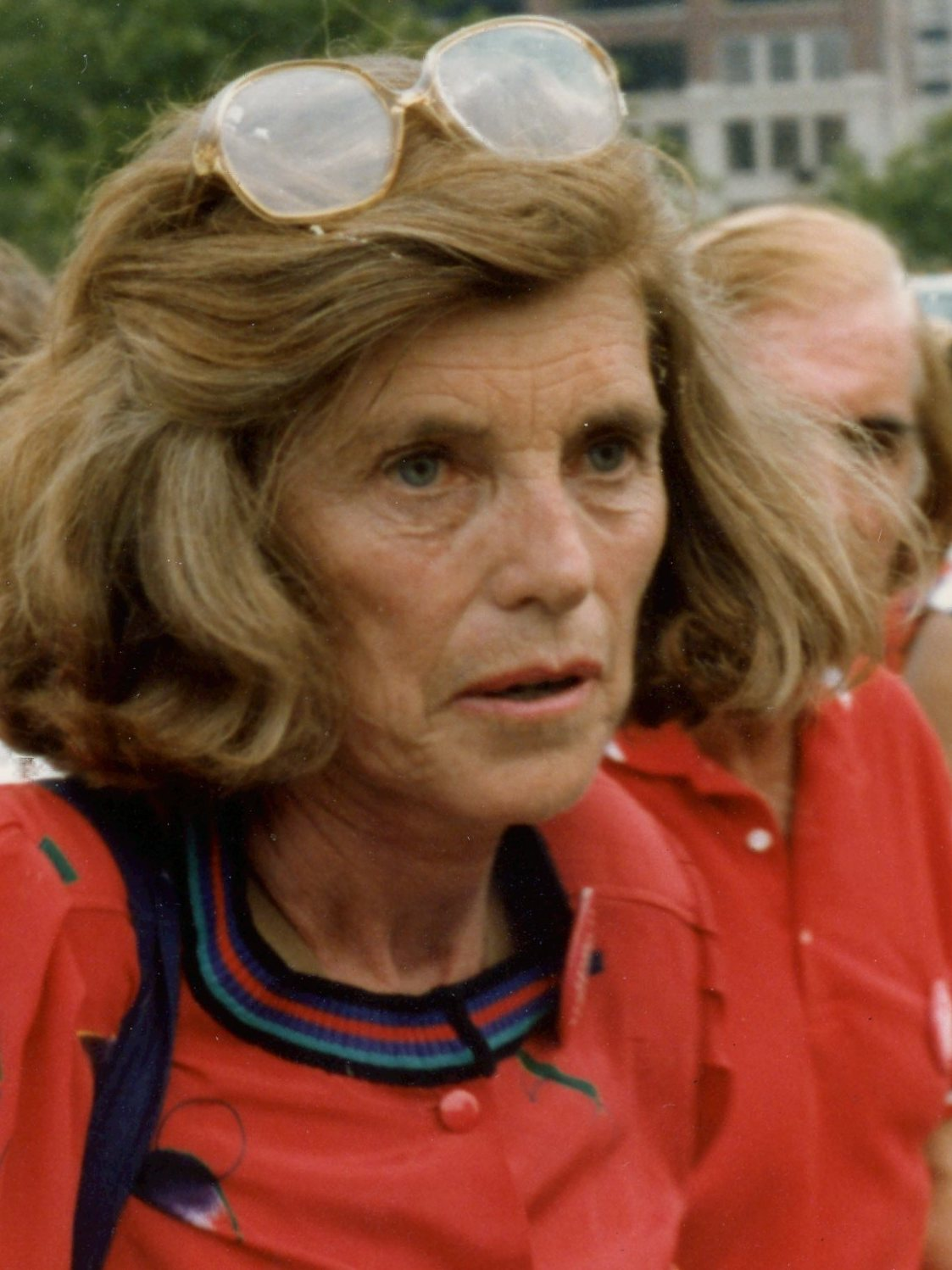
Eunice Kennedy Shriver, 1980, Gründerin von Special Olympics

### Die Anfänge
In den 1960er Jahren erfuhr Eunice Kennedy Shriver von betroffenen Eltern, dass das öffentliche Schulsystem für geistig beeinträchtigte Kinder keine Teilnahme an den in den USA üblichen Sommercamps ermöglichte. Sie eröffnete auf ihrer Farm Timberlawn in Maryland das Camp Shriver mit 34 geistig beeinträchtigten und nicht beeinträchtigten Kindern, darunter ihr Sohn Tim, und 26 Betreuern aus der Umgebung. Die Kinder trieben gemeinsam Sport, und das Camp wurde ein Erfolg. Auch in den folgenden drei Jahren fand das Sommercamp statt.
Die ersten Special Olympics-Spiele, finanziert von der Joseph P. Kennedy Jr. Foundation (JPKF), fanden am 20. Juli 1968 in Chicago statt. 1000 Athleten aus den USA und Kanada nahmen damals teil. Trotz Widerstands von potentiellen Geldgebern, die Kennedy Shriver sowie die Schöpferin der Spiele in Chicago, die Sportlehrerin Anne Marie McGlone Burke, seit 2006 Richterin am Supreme Court in Illinois, heftig dafür kritisierten, „diese Kinder zur Schau zu stellen“, erhielten die beiden genug Rückendeckung und konnten die Spiele austragen.
Währenddessen verdichteten sich die Hinweise aus der Wissenschaft, dass Bewegungsangebote förderlich für die Entwicklung von Menschen mit Beeinträchtigung sind. Wegweisend war etwa die Forschung von James N. Oliver oder die Arbeiten des kanadischen Sportwissenschaftlers Frank Hayden von der Universität Toronto. Bereits 1964 legte er beim Ersten Kongress für Sportpsychologie in Rom seine Ergebnisse vor und veröffentlichte ein Test- und Trainingshandbuch. 1965 wurde er Direktor der Joseph P. Kennedy Jr. Foundation in Washington. 1968 war er an der Organisation der ersten Special Olympics Weltspiele 1968 beteiligt.
Patricia Austin kam an der Universität Alberta ebenfalls zu dem Ergebnis, dass Sportlehrer die Bedürfnisse der vergessenen Kinder ernst nehmen und auch auf die Interessen, Bedürfnisse und Fähigkeiten von Kindern mit Beeinträchtigung eingehen sollten.

### Globales Wachstum
Mit dem zunehmenden Wachstum und der Ausdehnung auf Nationen außerhalb der USA war auch verbunden, dass die Special Olympics Weltspiele von politischen Konflikten nicht verschont blieben. So nahm Taiwan an den Sommerspielen 1983 in Baton Rouge nicht teil, weil es Streit um den Namen des Landes gegeben hatte: Es hatte auf dem Namen Chinese Taipei bestanden, während die Kennedy Foundation es unter Taiwan, Republik China, an den Start gehen lassen wollte.

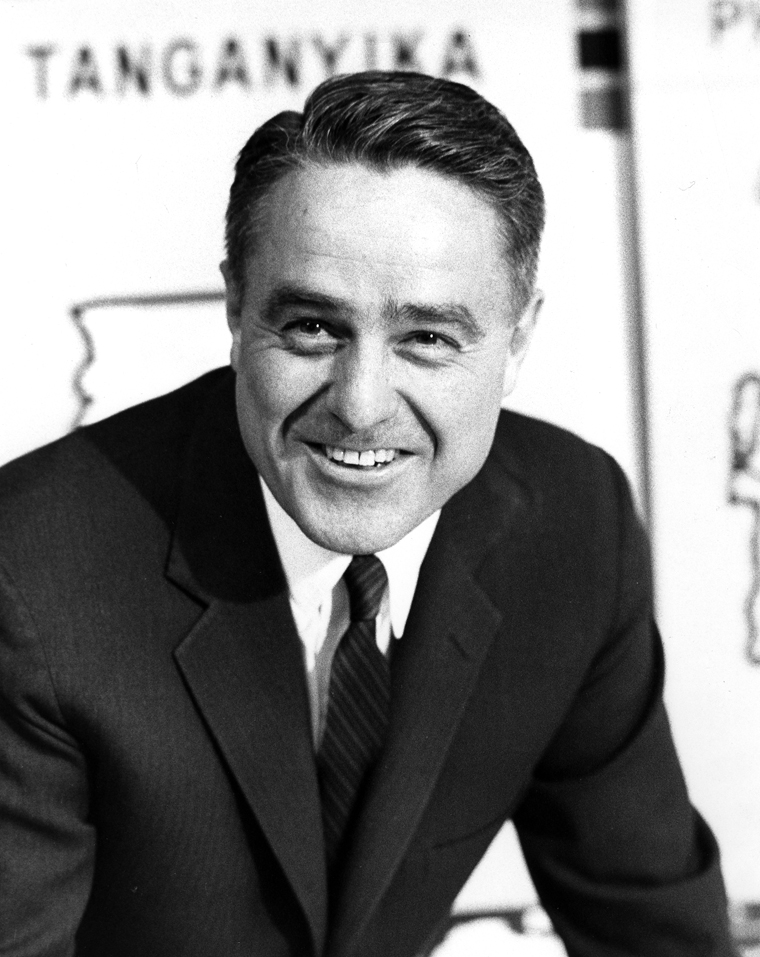
Sargent Shriver (1961), ab 1984 Präsident von Special Olympics

1984 wurde der Ehemann von Eunice Kennedy-Shriver, der Politiker Sargent Shriver, Präsident von Special Olympics. Von 1990 bis 2003 war er dort Vorstandsvorsitzender. Er war maßgeblich dafür verantwortlich, dass unter anderem die Staaten der ehemaligen Sowjetunion, China, Tunesien, Neuseeland sowie die osteuropäischen Staaten ihre Tore für Special Olympics öffneten und dieses so zu einer weltumspannenden Bewegung machten.
Das globale Wachstum der Special Olympics nahm in den kommenden Jahren immer mehr zu. Die Vereinten Nationen erklärten das Jahr 1986 zum Jahr der Special Olympics. Am 15. Februar 1988 wurde Special Olympics vom Internationalen Olympischen Komitees (IOC) offiziell anerkannt. In dem von beiden Partnern unterzeichneten Dokument, das eine 1971 getroffene Vereinbarung fortführt, wird Special Olympics als Bewegung gewürdigt, die für Menschen mit geistiger Beeinträchtigung sportliche Aktivitäten organisiert. Für Special Olympics ist damit die Verantwortung verbunden, Special Olympics Trainings- und Wettbewerbsangebote in Übereinstimmung mit den höchsten Idealen der internationalen olympischen Bewegung durchzuführen. Damit ist die Erlaubnis verbunden, als einzige Sportbewegung den Titel Olympics verwenden zu dürfen. So soll die Verwendung der Begriffe Special Olympics und Olympische Spiele vor Missbrauch geschützt werden.
In der Bundesrepublik Deutschland gründete sich Special Olympics Deutschland (SOD) 1991 als eingetragener Verein.
Im Lauf der Jahre gelang es der Kennedy Foundation, Unterstützung von bekannten Sportlern und anderen Persönlichkeiten zu erhalten. So gaben etwa 1991 Stars wie Wayne Gretzky, Pelé, Dick Fosbury, Nadia Comăneci, Bart Conner, John Naber und Florence Griffith-Joyner Kurse im Rahmen der Sommerspiele in Minneapolis/St. Paul.
Ein besonderer Höhepunkt dieser Globalisierung der Bewegung waren die Internationalen Weltspiele 2003 in Dublin. Diese waren die ersten Sommerspiele von Special Olympics, die außerhalb der Vereinigten Staaten stattfanden. Während bei den vorausgehenden Weltspielen noch über ein Drittel der Athleten aus den USA gekommen waren, sank dieser Prozentsatz nun deutlich. Mit etwa 7000 Teilnehmenden in 18 Disziplinen waren diese Spiele ein großer Wendepunkt in der öffentlichen Wahrnehmung von Menschen mit Beeinträchtigung. Die Öffentlichkeitswirksamkeit wurde neben dem internationalen Charakter der Spiele auch dadurch unterstützt, dass die Eröffnungs- und Abschlusszeremonie zum ersten Mal live im Fernsehen übertragen wurden. Nach diesem Großereignis mit über 400.000 Zuschauern förderte Special Olympics die Regionalisierung von Wettbewerben, um die Veranstaltungen überschaubarer gestalten zu können. So wurden nach den Weltspielen in Dublin etwa weitere europäische und asiatische Länder als Ausrichtungsorte für Special-Olympics-Sommerspiele ausgewählt.
Die Sommerspiele 2023 fanden in Berlin statt. Es handelte sich hierbei um das erste internationale Special-Olympics-Turnier auf deutschem Boden.

### Einfluss politischer Konflikte
Durch das globale Wachstum spielten auch weltpolitische Konflikte in die Spiele hinein.
Das Team aus Taiwan nahm nach einem Streit über die Bezeichnung für seine Delegation nicht an den Special Olympics World Summer Games 1983 teil. Während das Team Chinese Taipei favorisierte, bestand die Kennedy Foundation auf Taiwan, Republik China (Taiwan, Republic of China). Hintergrund war der Taiwan-Konflikt.
Die Internationalen Winterspiele debütierten außerhalb der Vereinigten Staaten im Jahr 1993 mit den Ausrichtungsorten Salzburg und Schladming. Die für 2022 geplanten Winterspiele sollten ursprünglich in Schweden stattfinden. Das Land gab die Spiele jedoch ab, da die Finanzierung von der schwedischen Regierung nicht zugesichert wurde. Als neuer Austragungsort konnte die russische Stadt Kasan gewonnen werden. Der ursprüngliche Termin der Spiele im Januar 2022 wurde aufgrund der weltweiten COVID-19-Pandemie zunächst auf Januar 2023 verschoben. Nach dem russischen Überfall auf die Ukraine wurden die Spiele am 4. März 2022 schließlich abgesagt.

## Abgrenzung zu Virtus Sport
Der Sport von Menschen mit geistiger Beeinträchtigung wird weltweit von Special Olympics International (SOI) und Virtus Sport (ehemals INAS-FMH, später INAS-FID, dann INAS) bestimmt. Während INAS-FID Wettkämpfe wie im Nichtbehindertensport (open competition) ausrichtet, veranstaltet SOI Wettkämpfe in homogenen Startgruppen (banded competition) zwischen Athleten mit nahezu gleichen Fähigkeiten und ist breitensportlich ausgerichtet. SOI veranstaltet alle vier Jahre Weltspiele mit hohen Teilnehmerzahlen, die Eventcharakter haben, wogegen Virtus Sport leistungssportorientierte Weltmeisterschaften in den unterschiedlichen Sportdisziplinen ausrichtet und die bisher erzielten Bestleistungen auflistet. Virtus Sport betont zwar die Unterschiede zu SOI, doch begreifen die beiden sich als Ergänzungen, nicht als Konkurrenten.

## Weltspiele
Die Weltspiele (World Games) sind der sportliche Höhepunkt für Athleten. Sie finden alle zwei Jahre im Wechsel zwischen den Sommer- und Wintersportarten statt.
Im Jahr 1993 fanden die ersten Winterspiele außerhalb der Vereinigten Staaten statt, im Jahr 2003 gab es die ersten Sommerspiele außerhalb des amerikanischen Kontinents.
Seit den Sommerspielen 1991 werden die Spiele als Weltspiele bezeichnet und nicht mehr nummeriert, davor hießen sie International Special Olympics Games.
Die Special Olympics World Summer Games 2011 in Athen zählten fast doppelt so viele Athleten wie die Paralympics, die Zahl der beteiligten Länder war bei beiden etwa gleich.

### Sommerspiele
| Spiele | Jahr                      | Ort                                | ungefähre Teilnehmerzahl | teilnehmende US-Bundesstaaten und Staaten         | Sportarten |
| ------ | ------------------------- | ---------------------------------- | ------------------------ | ------------------------------------------------- | ---------- |
| 01.    | 19.–20. Juli 1968         | Chicago, IL                        | 1000                     | 26 US-Bundesstaaten, Kanada                       | 003        |
| 02.    | 13.–15. August 1970       | Chicago, IL                        | 2000                     | alle 50 US-Bundesstaaten, Frankreich, Puerto Rico | 003        |
| 03.    | 13.–18. August 1972       | Los Angeles, CA                    | 2500                     | 3                                                 |            |
| 04.    | 7.–11. August 1975        | Mount Pleasant, MI                 | 3200                     | 10 Nationen                                       |            |
| 05.    | 8.–13. August 1979        | Brockport, NY                      | 3500                     | je nach Quelle 20 bzw. 50 Nationen                |            |
| 06.    | 12.–18. Juli 1983         | Baton Rouge, LA                    | [00]4000                 | 50                                                | 013        |
| 07.    | 31. Juli – 8. August 1987 | South Bend, IN                     | 4700                     | 70/72 Nationen                                    | 014        |
| 08.    | 19.–27. Juli 1991         | Minneapolis-St. Paul, MN           | [00]6000                 | 100 Nationen                                      | 016        |
| 09.    | 1.–9. Juli 1995           | New Haven, CT                      | 7000                     | 140 Nationen                                      | 021        |
| 10.    | 26. Juni – 4. Juli 1999   | Raleigh / Durham / Chapel Hill, NC | 7000                     | 147 Nationen                                      | 018        |
| 11.    | 21.–29. Juni 2003         | Dublin                             | 6500                     | 160 /166                                          | 027        |
| 12.    | 2.–11. Oktober 2007       | Shanghai                           | 7450                     | je nach Quelle 165–169                            | 024        |
| 13.    | 25. Juni – 4. Juli 2011   | Athen                              | [00]7500                 | 172 Nationen                                      | 022        |
| 14.    | 25. Juli – 2. August 2015 | Los Angeles, CA                    | 6500                     |                                                   |            |
| 15.    | 14.–21. März 2019         | Abu Dhabi                          | > 7500 >                 | 192                                               |            |
| 16.    | 16.–25. Juni 2023         | Berlin                             | 7000                     |                                                   | 026        |
| 17.    | 2027                      | Santiago de Chile                  | 7000                     |                                                   | 026        |

### Winterspiele
Die Special Olympics World Winter Games sind nach den Olympischen Winterspielen die zweitgrößte Wintersportveranstaltung.
| Spiele | Jahr                         | Ort                                     | ungefähre Teilnehmerzahl | teilnehmende Nationen    | Sportarten                                                                   |
| ------ | ---------------------------- | --------------------------------------- | ------------------------ | ------------------------ | ---------------------------------------------------------------------------- |
| 01.    | 5.–11. Februar 1977          | Steamboat Springs, CO                   | 0500                     | 01                       | 2 bzw. 3                                                                     |
| 02.    | 8.–13. März 1981             | Stowe und Smugglers’ Notch, VT          | 0600                     | 01                       | 3                                                                            |
| 03.    | 24.–29. März 1985            | Park City, UT                           | [00]720–750              | 12–14, je nach Quelle    | 2                                                                            |
| 04.    | 1.–8. April 1989             | Reno, NV / South Lake Tahoe, CA (USA)   | 1000                     | 18                       | 5                                                                            |
| 05.    | 20.–27. März 1993            | Salzburg / Schladming                   | 1600                     | 50                       | 5                                                                            |
| 06.    | 1.–8. Februar 1997           | Toronto / Collingwood                   | 2000                     | je nach Quelle 73 bis 80 | je nach Quelle: 7 bzw. 5 Wettkampfsportarten und eine Demonstrationssportart |
| 07.    | 4.–11. März 2001             | Anchorage, AK                           | [00]2750                 | 80                       | 7                                                                            |
| 08.    | 26. Februar – 5. März 2005   | Nagano                                  | [00]1829                 | 84                       | 7                                                                            |
| 09.    | 7.–13. Februar 2009          | Boise, ID                               | 2500–3000                | 85 bis über 100          | 7                                                                            |
| 10.    | 29. Januar – 6. Februar 2013 | Pyeongchang                             | 2300                     | 100                      | 7                                                                            |
| 11.    | 14.–25. März 2017            | Graz / Schladming / Ramsau am Dachstein | 2700                     | 107                      | 9                                                                            |
| 12.    | 2023                         | Kasan                                   |                          |                          |                                                                              |
| 12.    | 8.–17. März 2025             | Turin                                   |                          |                          |                                                                              |
| 13.    | 6.–17. März 2029             | Graubünden / Zürich                     |                          |                          |                                                                              |

## Weitere internationale Wettbewerbe (Auswahl)

### Europäische Sommerspiele
1981 wurden erstmals europäische Spiele veranstaltet.
| Spiele | Jahr                  | Ort       | ungefähre Teilnehmerzahl | teilnehmende Nationen |
| ------ | --------------------- | --------- | ------------------------ | --------------------- |
|        | 2.–20. September 2014 | Antwerpen | −                        |                       |

### Spiele der Mittelmeerstaaten
1996 wurden erstmals Spiele in den Mittelmeerstaaten abgehalten.

### Spiele der kleinen Nationen
| Spiele | Jahr             | Ort         | ungefähre Teilnehmerzahl |
| ------ | ---------------- | ----------- | ------------------------ |
| 1.     | 10.–12. Mai 1996 | Monte Carlo |                          |
| 2.     | 1998             | Luxemburg   | 400                      |
| 3.     | 2008             | Zypern      |                          |

### Asiatisch-pazifische Spiele
1996 wurden erstmals Spiele im asiatisch-pazifischen Raum ausgerichtet.
| Spiele | Jahr | Ort       | ungefähre Teilnehmerzahl | teilnehmende Nationen |
| ------ | ---- | --------- | ------------------------ | --------------------- |
| 1.     | 2013 | Newcastle | 2500                     | 30                    |

### Spiele der Golfstaaten
1996 wurden erstmals Spiele in den Golfstaaten veranstaltet.
| Spiele | Jahr                 | Ort       | ungefähre Teilnehmerzahl | teilnehmende Nationen |
| ------ | -------------------- | --------- | ------------------------ | --------------------- |
| 1.     | 1.–10. November 1996 | Abu Dhabi |                          | 6                     |

### Spiele der westafrikanischen Staaten
1996 wurden erstmals Spiele in den westafrikanischen Staaten veranstaltet.

## Angebot
Special Olympics verschafft Kindern und Erwachsenen mit geistiger Beeinträchtigung durch ganzjähriges, regelmäßiges Sporttraining und durch Wettbewerbe in einer Vielzahl von Sportarten Zugangs- und Wahlmöglichkeiten zur Teilhabe am gesellschaftlichen Leben. Menschen mit geistiger Beeinträchtigung können aus diesem Angebot selbstbestimmt nach eigenen Interessen, Bedürfnissen und Wünschen auswählen. Dies reicht von speziellen sportlichen Angeboten für Menschen mit geistiger und mehrfacher Beeinträchtigung über die Teilnahme an Sportarten und in Unified Teams bis hin zur regulären Mitgliedschaft in Vereinen, Ligen und Mannschaften des organisierten Sports.
SOD und die SO-Landesverbände beteiligen sich aktiv an den jährlich stattfindenden Europäischen Fußball- und Basketballwochen. In Zusammenarbeit mit dem Regionalverband Special Olympics Europa-Eurasien, der UEFA und dem Europäischen Basketballbund sowie zahlreichen Ligamannschaften finden gemeinsame Begegnungen, Trainings und Spiele unter wachsender öffentlicher Aufmerksamkeit statt. Da die Teilnehmenden an Special Olympics-Angeboten in aller Regel keine hauptberuflichen Leistungssportler sind, sind Angebote kostenlos und die Teilnahme an Wettbewerben kostengünstig gestaltet. Dies steht im Einklang mit dem Hintergrundgedanken von Special Olympics, möglichst vielen Menschen mit geistiger Beeinträchtigung sportliche Betätigung zu ermöglichen. Somit können unter anderem Herz-Kreislauf-Störungen sowie Übergewichtigkeit nachweislich vermieden werden. Doch auch das psychische Wohlbefinden, das Selbstvertrauen sowie soziale Fertigkeiten werden gestärkt. Das Gesundheitsprogramm, das ein zentraler Bestandteil von Special Olympics ist, untermauert den gesundheitlichen Mehrwert zusätzlich.

### In Deutschland anerkannte Sportarten
(Quelle:)
- Badminton (Special Olympics)
- Basketball (Special Olympics)
- Boccia (Special Olympics)
- Bowling (Special Olympics)
- Eiskunstlauf (Special Olympics)
- Unihockey (Special Olympics)
- Fußball (Special Olympics)
- Golf (Special Olympics)
- Handball (Special Olympics)
- Judo
- Kanusport (Special Olympics)
- Klettern (Special Olympics)
- Kraftdreikampf (Special Olympics)
- Leichtathletik (Special Olympics)
- Radsport (Special Olympics)
- Reiten (Special Olympics)
- Roller Skating (Special Olympics)
- Rhythmische Sportgymnastik (Special Olympics)
- Schneeschuhlaufen (Special Olympics)
- Segeln (Special Olympics)
- Shorttrack (Special Olympics)
- Ski Alpin (Special Olympics)
- Skilanglauf (Special Olympics)
- Schwimmsport (Special Olympics)
- Snowboard (Special Olympics)
- Stockschießen (Special Olympics)
- Tanzen (Special Olympics) (bei den Special Olympics World Summer Games 2023 vertreten, aber von Special Olympics Deutschland noch nicht als offizielle Sportart 2022 anerkannt)
- Tennis (Special Olympics)
- Tischtennis (Special Olympics)
- Triathlon (Special Olympics)
- Turnen (Special Olympics)
- Volleyball (Special Olympics)

### Weitere Angebote

#### Unified Sports
Ein Praxisbeispiel für Inklusion ist seit 1987 Special Olympics Unified Sports, ein Programm der weltweiten Special-Olympics-Bewegung. Es entstand in den 1980er Jahren in den USA. Im Rahmen des Unified Sports werden eine annähernd gleiche Anzahl von Special Olympics Athleten und Sportlern ohne geistige Beeinträchtigung (sie werden als Partner bezeichnet) in einem Team zusammengeführt, um gemeinsam zu trainieren und an Wettbewerben teilzunehmen. So bauen sie Barrieren und Grenzen im alltäglichen Umgang miteinander ab. Im Vorfeld beurteilen Observer das Verhältnis innerhalb der Teams. Ist es nicht ausgewogen, kann das Team disqualifiziert werden.
Bei den Special Olympics World Summer Games 2023 wurden in mehr als der Hälfte der Sportarten Unified Wettbewerbe angeboten.
Unified Sports wird in drei Modelle unterteilt:
- das Wettbewerbsmodell Sports Competitive erfordert nahezu gleiche sportliche Fertigkeiten zwischen Athleten und Partnern und in der Regel ein ähnliches Alter. In diesem Modell können sich Unified-Teams für Wettbewerbe qualifizieren und je nach Leistungsstufe auf lokaler, regionaler, nationaler und internationaler Ebene an Turnieren und Spielen teilnehmen.
- das Entwicklungsmodell Player Development dient der sportlichen Weiterentwicklung der Teilnehmenden. Die Athleten und Partner müssen nicht zwingend über dieselben Fähigkeiten verfügen, sollten aber ähnlich alt sein.
- das Freizeitmodell Sports Recreation bietet die Möglichkeit, ohne viele Anforderungen freizeitorientiert Sport zu treiben. Es ist möglich, gemeinsame Trainings mit Schulen oder Sportvereinen anzubieten. Ein regelmäßiges Training im Verbund ist nicht erforderlich.

#### Unified Schools
Im Rahmen des Programms Special Olympics Unified Sports bauen Unified Schools für junge Menschen mit ganz unterschiedlichen Fähigkeiten und Fertigkeiten Schulgemeinschaften auf. Sie schaffen eine Atmosphäre in der sich alle willkommen fühlen.

#### Healthy Athletes

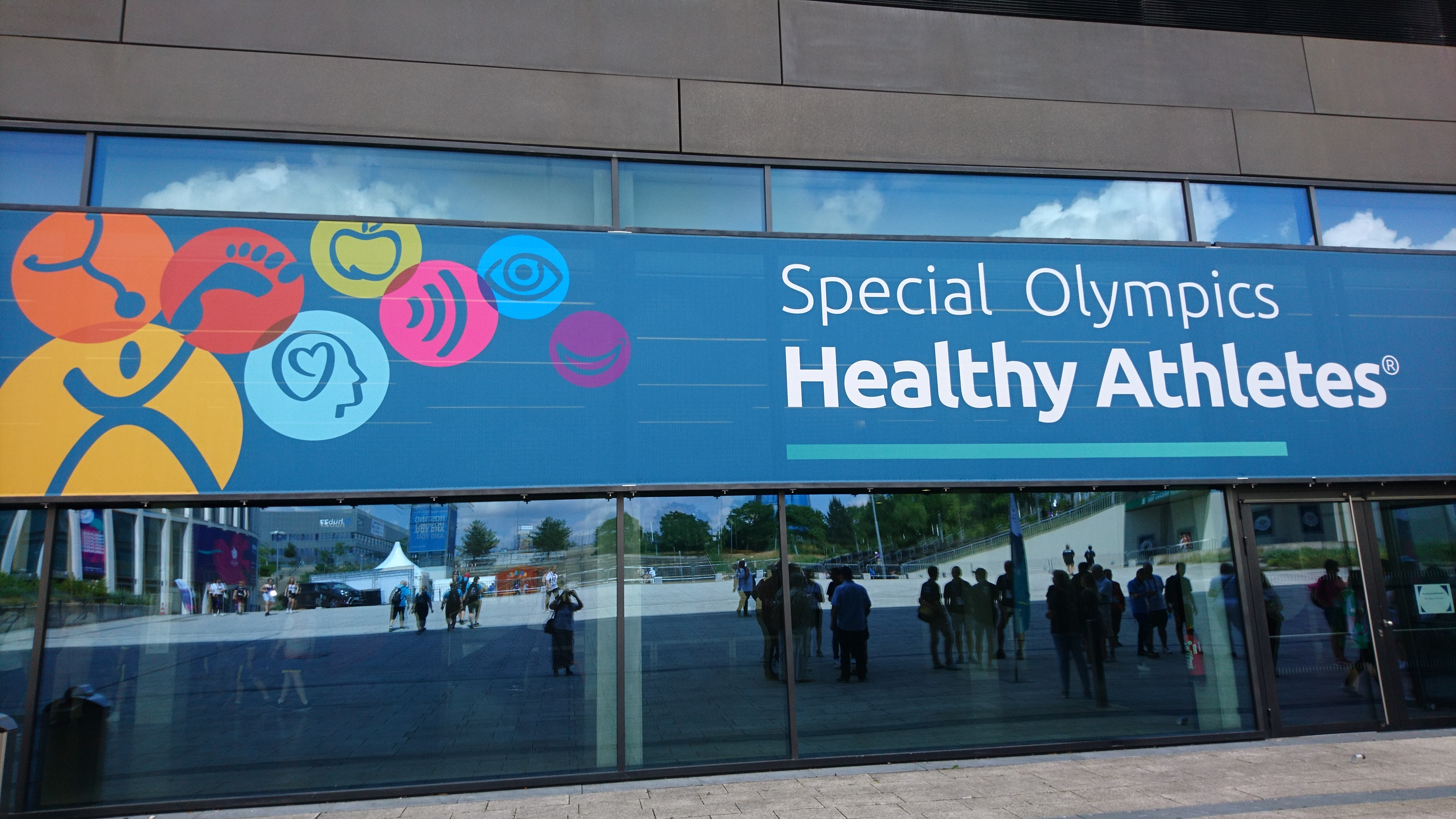
Gesundheitsprogramm Healthy Athletes, Messegelände Berlin, im Rahmen der Special Olympics Weltspiele 2023

Menschen mit geistiger und mehrfacher Beeinträchtigung tragen ein um 40 % höheres Risiko für gesundheitliche Beeinträchtigungen. Healthy Athletes ist das Gesundheits- und Präventionsprogramm von Special Olympics und zentraler Bestandteil der nationalen und internationalen Angebote. Es wurde 1997 gegründet und bietet weltweit kostenlose Beratungen und Kontroll-Untersuchungen sowie Aufklärung und Empfehlungen zur Weiterbehandlung, die Athletinnen und Athleten bei regionalen, nationalen und internationalen Special Olympics Sportwettbewerben in Anspruch nehmen können.
Bis 2023 wurden weltweit mehr als 2,4 Millionen Untersuchungen durchgeführt. Die Ergebnisse zeigen, dass auf die Gesundheit geistig beeinträchtigter Menschen mehr Aufmerksamkeit gerichtet werden muss.
Das Gesundheitsprogramm unterteilt sich in sieben Bereiche. Dadurch wird auf verschiedene medizinische Teilbereiche Rücksicht genommen und dafür gesorgt, dass Menschen mit Beeinträchtigung über ihren Körper und ihre Gesundheit sensibilisiert werden, insbesondere durch die Bereitstellung von Informationsmaterial in Leichter Sprache über die Plattform Gesundheit Leicht verstehen.
- Fitte Füße – Fit Feet
Hier wird das Augenmerk bei den Untersuchungen auf mögliche Fußfehlstellungen, die damit verbundenen Fehlbelastungen, auf Hautveränderungen und die Fußbekleidung gelegt. 2013 hatten mehr als 70 % der untersuchten Athleten Ganganomalien oder Haut- beziehungsweise Nagelerkrankungen an den Füßen.[58]
- Bewegung mit Spaß
Ziel dieses Angebots ist es, dass die Athleten auf spielerische Weise lernen, ihre Flexibilität, Fitness, funktionelle Kraft und Balance einzuschätzen lernen und diese durch Beratung und Hilfestellung steigern. Im Zeitraum zwischen 2004 und 2012 wurden bei 40 % der untersuchten Athleten ein Weiterbehandlungsbedarf in den Bereichen Physiotherapie oder Orthopädie festgestellt.[59]
- Besser Hören
Phoniater, Pädaudiologen und HNO-Ärzte bieten hier ein Hörscreening nach internationalen Richtlinien an. Fast jeder dritte Teilnehmer benötigte in den Jahren 2004–2012 eine Weiterbehandlung bei einem HNO-Arzt oder Hörspezialisten.[60]
- Gesunde Lebensweise – Healthy Promotion
Durch Beratungen zu den Themen Rauchen, Sonnenschutz und gesunde Ernährung, die mit Spiel und interaktivem Training gekoppelt sind, soll das Bewusstsein der Notwendigkeit für die Fürsorge für den eigenen Körper gefördert werden. In den Jahren 2004 bis 2012 waren fast 40 % der Untersuchten übergewichtig.[61]
- Besser Sehen – Special Olympics-Lions Club International Opening Eyes
Optometristen und Augenärzte untersuchen hier die Athleten. Im Zeitraum 2004 bis 2012 erhielten 50 % der Teilnehmer eine korrekte Sehhilfe. Es wurde ein hoher Prozentsatz von Sehstörungen festgestellt.[62]
- Gesund im Mund – Special Smiles
Dieses Programm der Zahnmediziner und Prophylaxeassistenten bietet zahnärztliche Untersuchungen und Anleitungen zur Zahnpflege. Jeder zweite im Zeitraum 2004 bis 2012 untersuchte Athlet benötigte eine zahnärztliche Behandlung.[63]
- Innere Stärke
Seit 2017 gehört in Deutschland auch dieser Baustein zum Programm. Im Zentrum steht hier das psychische Wohlbefinden. Die Widerstandsfähigkeit gegen psychische Belastungen im Alltag soll gestärkt werden, Techniken zur Bewältigung von unerwünschtem Stress und unangenehmen Situationen werden vermittelt. Dies steigert die Motivation und Selbstwirksamkeit der Athleten.[64]

In Deutschland wurden seit der Einführung des Programms im Jahr 2004 mit Unterstützung von mehr als 3000 ehrenamtlichen Helfern (Ärzte, Zahnärzte, Optometristen, Physiotherapeuten, Podologen, medizinisches Fachpersonal und Studierende) insgesamt mehr als 50.000 Beratungen durchgeführt. Healthy Athletes kooperiert mit der Bundeszahnärztekammer, der Bundesärztekammer, der Bundespsychotherapeutenkammer, dem Deutschen Berufsverband der Hals-Nasen-Ohrenärzte e. V., der Deutschen Gesellschaft für Medizin für Menschen mit geistiger oder mehrfacher Beeinträchtigung, der Deutschen Gesellschaft für Ernährung und weiteren Fach- und Berufsverbänden.
Die Regionalisierung und nachhaltige Etablierung des Gesundheitsprogramms in Deutschland wurde durch die Projekte „Selbstbestimmt gesünder I – III“, die seit 2011 durch das Bundesministerium für Gesundheit (BMG) gefördert wurden, vorangebracht. Dabei ging es darum, Menschen mit geistiger und MehrfachBeeinträchtigung zu befähigen, Gesundheit und umfassendes Wohlbefinden selbstbestimmt zu gestalten und ihre Teilhabe an der Gesundheitsvorsorge zu verbessern. Dieses Ziel verfolgt auch das anschließende Projekt der Jahre 2017 und 2018 „Gesund durchs Leben“, erneut gefördert durch das BMG. So konnten im Jahr 2018 in den Landesverbänden mehr als 50 Healthy-Athletes-Veranstaltungen – sowohl bei Sportwettbewerben als auch in Werkstätten – durchgeführt werden.

#### Young Athletes
Young Athletes richtet sich an Kinder mit und ohne geistige Beeinträchtigung im Alter zwischen zwei und sieben Jahren. Grundlegende sportliche Fähigkeiten wie das Laufen, Werfen und Schießen eines Balles werden trainiert und soziale Kompetenzen erworben.

### Athlete Leadership
Im Rahmen dieses Programms werden Führungspersönlichkeiten mit geistigen Beeinträchtigungen und Entwicklungsdefiziten in die Lage versetzt, ihre Führungsrolle kompetent ausüben zu können.

#### Motor Activity Training Program (MATP) / Wettbewerbsfreies Angebot (WBFA)
Ein fester Bestandteil des Sportprogramms von Special Olympics Veranstaltungen im Sommer und im Winter ist das Motor Activity Training Program (MATP), vergleichbar mit deutschen Psychomotorik-Angeboten. In Deutschland steht bei regionalen Angeboten und bei Nationalen Spielen neben den offiziellen Special Olympics Sportarten das MATP als so genanntes wettbewerbsfreies Angebot zur Verfügung. Es fördert die motorischen Grundlagen. Dabei spielt der Inklusionsgedanke eine wesentliche Rolle spielt: Das Programm richtet sich sowohl an Menschen, die aufgrund ihrer Beeinträchtigung nicht an den regulären Wettbewerben teilnehmen können, als auch an Menschen ohne Beeinträchtigung. So können sich alle Interessenten an Nationalen Spielen oder Landesspielen aktiv beteiligen. Dabei werden verschiedene Stationen wie Riesenmikado, Mensch-ärgere-dich-nicht, Schneeschuhlaufen und Kegelparcour angeboten.

#### Akademie
Die Special Olympics Deutschland Akademie (SODA) wurde im Jahr 2008 gegründet. Sie befasst sich in den Bereichen Wissenschaft, Bildung und Betriebliche Gesundheitsförderung mit den thematischen Schwerpunkten Vielfalt, Gesundheit, Bewegung, Sport und Inklusion für und mit Menschen mit geistiger Beeinträchtigung unter dem zentralen Aspekt der Selbstbestimmung.
Die SODA verfügt über ein bundesweites Netzwerk von zahlreichen Experten aus Sportvereinen und Schulen, Einrichtungen der Behindertenhilfe bis hin zu Universitäten. Diese Kompetenzen werden genutzt, um im Bereich Bildung und Wissenschaft die Förderung der Teilhabemöglichkeiten im und durch Sport von Menschen mit geistiger Beeinträchtigung voranzubringen und im Sinne der UN-Behindertenrechtskonvention umzusetzen. So sind die Entwicklung eines Fort- und Weiterbildungssystems für und mit Special Olympics Athleten und die Erstellung vielfältiger Materialien in Leichter Sprache derzeit Schwerpunkte der SODA-Tätigkeit.

#### Familienprogramm
Das Familienprogramm von Special Olympics umfasst die Vernetzung, Betreuung und Einbeziehung der Familien von Athleten bei Special Olympics Veranstaltungen und zunehmend auch im Alltag. Durch die engere Vernetzung können die Familien Erfahrungen austauschen, Unterstützung erfahren und sich engagieren.
Als Family Leaders können sich besonders engagierte Familienmitglieder herausheben. Sie übernehmen eine zentrale Rolle in der Vorbereitung oder Durchführung von Veranstaltungen oder beteiligen sich auf Verbandsebene.

## Qualifikation
Bei Special Olympics-Wettbewerben ist die Teilnahme entscheidend. Leitgedanke ist nicht der Spitzensport im üblichen Sinne. Eine Besonderheit bei Special Olympics ist, dass nicht nur die besten Athleten an internationalen Wettbewerben teilnehmen können: vielmehr gibt es bei jeder Veranstaltung mehrere Leistungsstufen Divisions. So können also Athleten mit verschiedenen Graden der Behinderung und verschiedenen Fähigkeiten und Einschränkungen unabhängig voneinander an Wettbewerben teilnehmen.
Jede Athletin und jeder Athlet hat bei den regionalen, nationalen und internationalen Wettbewerben durch die Einteilung in homogene Leistungsgruppen die Chance zu gewinnen, unabhängig vom Grad der geistigen oder mehrfachen Beeinträchtigung. In jeder Disziplin ergeben sich daher durch die vorher ermittelten leistungshomogenen Gruppen viele Sieger, niemand wird wegen geringerem Leistungsvermögen ausgeschlossen oder allein wegen seiner spezifischen Beeinträchtigung in eine bestimmte Klasse eingeteilt.
Die Grundlage von Special Olympics-Wettbewerben ist der Artikel 1. Dieser gilt sportartenübergreifend und regelt die Durchführung von Wettbewerben.
In vielen Sportarten können die Regelwerke des jeweiligen Verbands nicht vollständig umgesetzt werden. Oft müssen auch zusätzliche Aspekte, etwa sicherheitstechnische Mindeststandards, beachtet werden. Artikel 1 bildet hierbei eine Grundlage zur Erstellung sportartspezifischer Veranstaltungsrichtlinien und Regelwerke durch Special Olympics.
Artikel 1 enthält etwa die Auflistung aller offiziell von SOI anerkannter Sportarten, Mindestanforderungen für Trainings- und Wettbewerbsangebote sowie Vorschläge zur Einteilung in Alters- und Leistungsstufen.
Im Wettbewerb wird in einer Leistungskategorie (engl.: Division) von mindestens drei und höchstens acht Athleten angetreten, die auf der Grundlage des Vorwettbewerbs zur Leistungseinstufung (engl.: Divisioning) gebildet wurden.
Das sogenannte Divisioning bildet die Grundlage von Special Olympics-Wettbewerben. Insbesondere soll die sogenannte 15-Prozent-Richtlinie berücksichtigt werden, nach welcher eine Differenz von höchstens 15 % zwischen den Leistungen des stärksten und des schwächsten Athleten liegen sollte. In Sportarten, in denen keine klare Klassifizierung (Zeit- und messbare Disziplinen) möglich ist, bietet Special Olympics in der Regel andere Verfahren an, um die Leistungsstufen zu erkennen. Die 15-Prozent-Richtlinie ist jedoch keine feste Regel und nicht bindend.
Grundsätzlich wird zunächst nach Geschlecht, dann nach Alter und letztlich nach Leistungsniveau eingeteilt.
Neben dem Klassifizierungssystem ist das Prinzip des Aufstiegs ein Grundstein des Artikels: Athleten müssen zunächst regelmäßig trainieren, um sich dann von lokalen und regionalen Spielen aus für nationale Spiele und schließlich für Weltspiele zu qualifizieren. Somit kann gewährleistet werden, dass alle Athleten mit den Abläufen und Regelwerken vertraut sind, wenn sie an großen Turnieren teilnehmen.

## Rituale

Ein junger Athlet hält die olympische Fackel bei einem Special Olympics Wettkampf in Okinawa, Japan, 2011

Durch die Anerkennung der Special Olympics vom Internationalen Olympischen Komitee (IOC) können olympische Programme aufgegriffen werden. Darunter fallen Fackellauf, Eröffnungszeremonie mit Fahne/Hymne/Flamme, Siegerehrungen, ein Olympisches Dorf und Olympisches Festival, die Abschlussfeier sowie die Durchführung von Kongressen und Begleitveranstaltungen.

### Ehrungen
Bei den Spielen von Special Olympics werden keine Nationalhymnen gespielt und auch keine Medaillen gezählt, da die Athleten so viel mehr repräsentieren als ihre Heimatstaaten. Die Spiele sind der Versuch zu zeigen, dass nicht Überlegenheit oder Schnelligkeit zählen, sondern die Anerkennung für das Beste in Menschen, woher sie auch kommen, wie immer sie aussehen und wie ihre Gehirne arbeiten.
Eine Besonderheit ist, dass jeder teilnehmende Sportler im Rahmen der Siegerehrung geehrt wird, auch, wenn die Platzierung außerhalb der ersten drei Plätze erfolgte. Ebenso können bei der Siegerehrung Teilnehmende besonders hervorgehoben werden, die im Laufe des Wettbewerbs besondere Leistungen, etwa eine starke Leistungssteigerung oder vorbildliches Fair Play, gezeigt haben.

### Eid

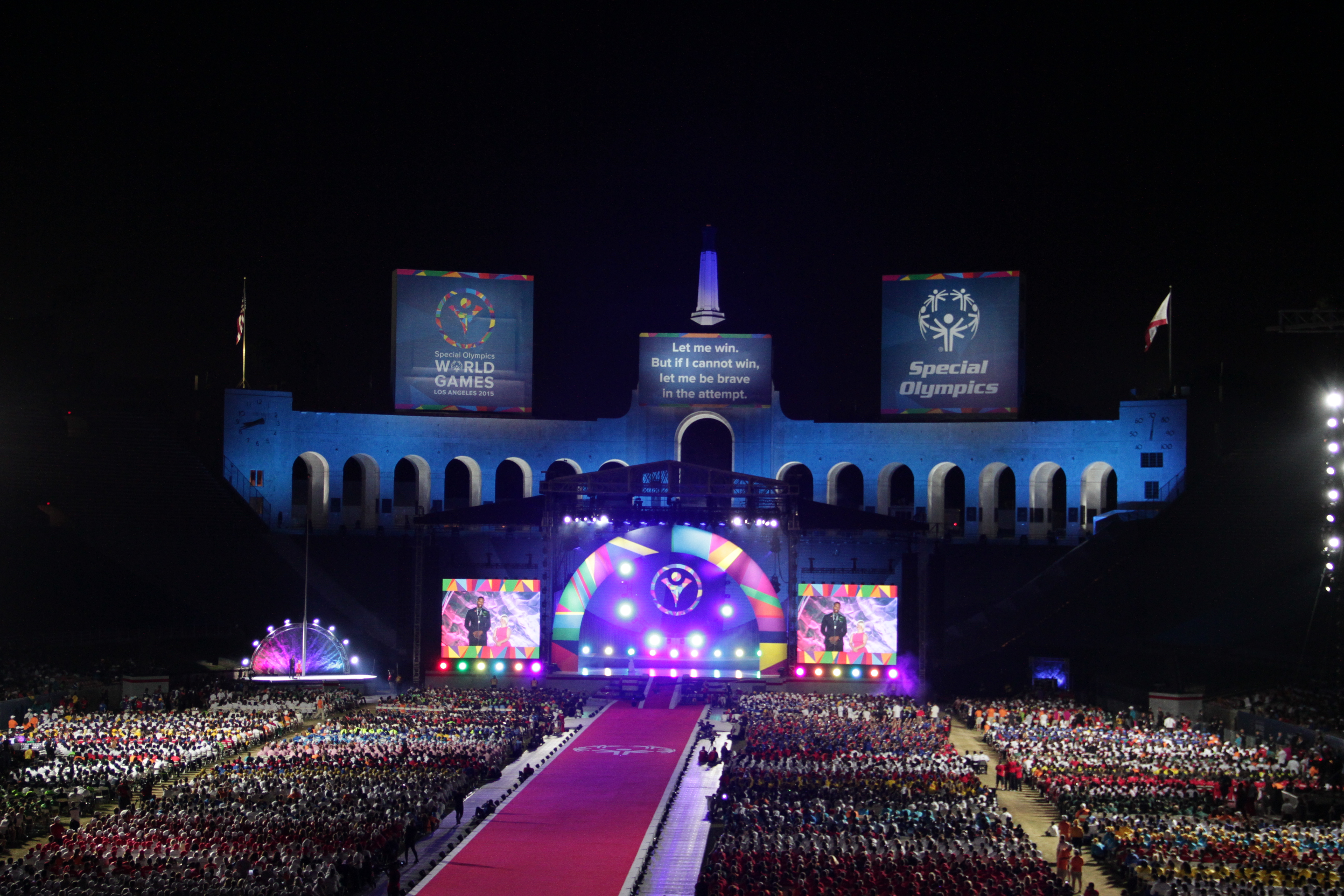
Projektion des Eides bei der Eröffnungsfeier der Special Olympics World Summer Games 2015

Der offizielle Eid der Special Olympics lautet:

“Let me win, but if I cannot win,
let me be brave in the attempt.”

„Ich will gewinnen,
doch wenn ich nicht gewinnen kann,
so will ich mutig mein Bestes geben!“

### Flagge
Die Flagge von Special Olympics zeigt fünf Personen mit je sechs Armen. Die Zahl fünf steht dabei für die fünf Kontinente, die zur Zeit der Wahl des Logos an Wettbewerben von Special Olympics teilnahmen. Die beiden nach unten zeigenden Arme symbolisieren die Einstellungen und Gefühle, die in der Vergangenheit mit geistiger Beeinträchtigung verbunden waren. Die waagrechten Arme sind ein Zeichen für Gleichheit, und die nach oben gereckten drücken Freude und Glück über das Erreichen von Zielen aus.

### Law Enforcement Torch Run (LETR)

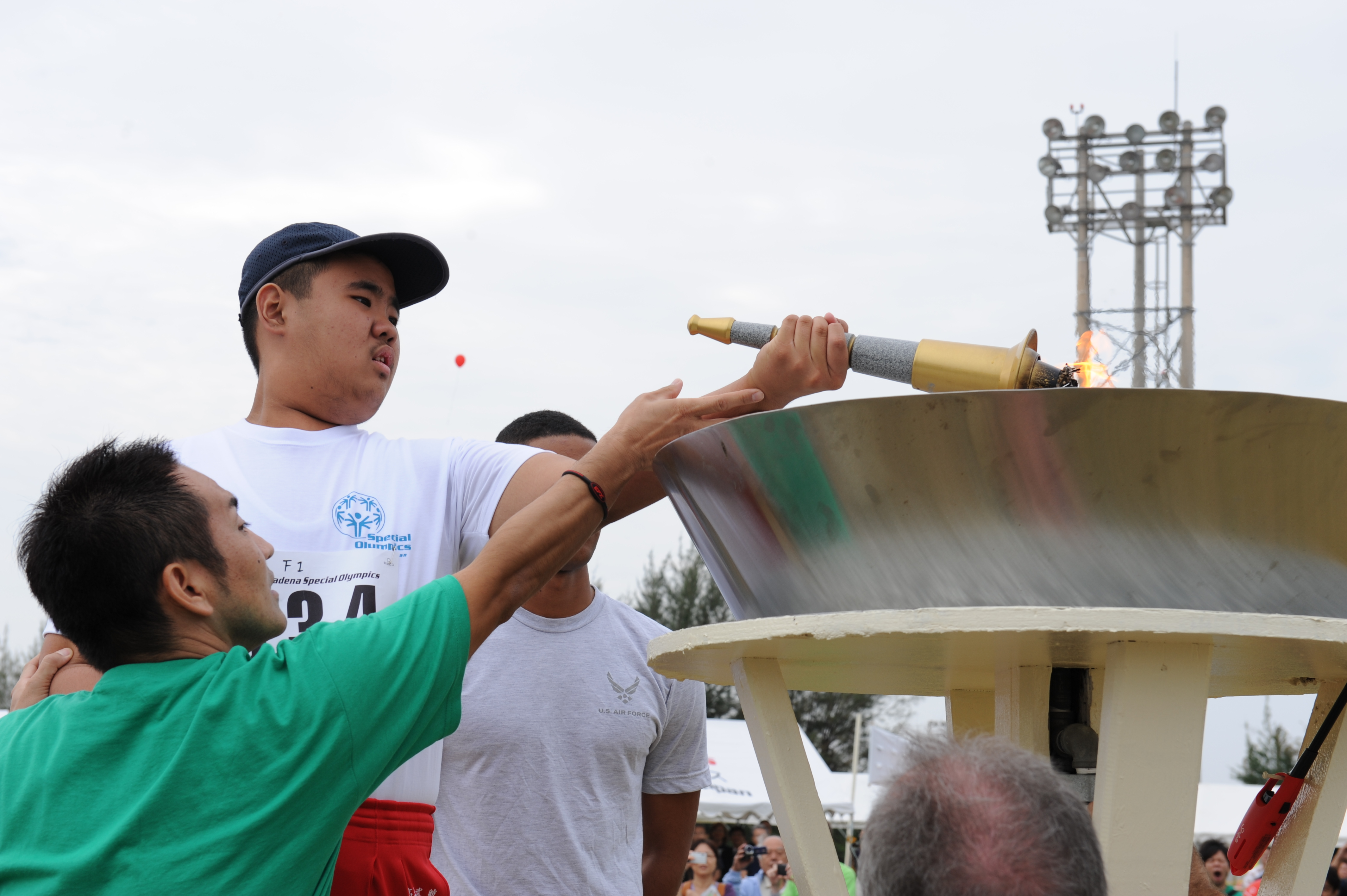
Wataru Takashibu entzündet das olympische Feuer auf der Kadena Militärbasis, Okinawa, Japan, 2010

Im Vorfeld der Spiele finden häufig Fackelläufe (englisch: Torch Runs) statt, die dazu beitragen sollen, die Veranstaltung bei der Bevölkerung bekannt zu machen. Der Law Enforcement Torch Run wurde vom Polizeichef von Wichita, Kansas, initiiert, um Spenden für die Spiele zu sammeln und den Bekanntheitsgrad zu erhöhen. Er fand erstmals am 1. Juli 1981 statt. Er wurde 1983 von der Internationalen Vereinigung der Polizeichefs anerkannt und wird seit den Special Olympics World Summer Games 1987 bei allen Special-Olympics-Weltspielen und den nationalen Special-Olympics-Spielen in den USA durchgeführt. Dabei begleiten Polizeibeamte, aber auch Feuerwehrleute und Gefängnisaufseher die Flamme, die in Athen entzündet und zur Eröffnungsfeier gebracht wird. Die Flamme der Hoffnung symbolisiert Mut und die Würdigung der Diversität, für die die Special-Olympics-Bewegung steht.

## Würdigung

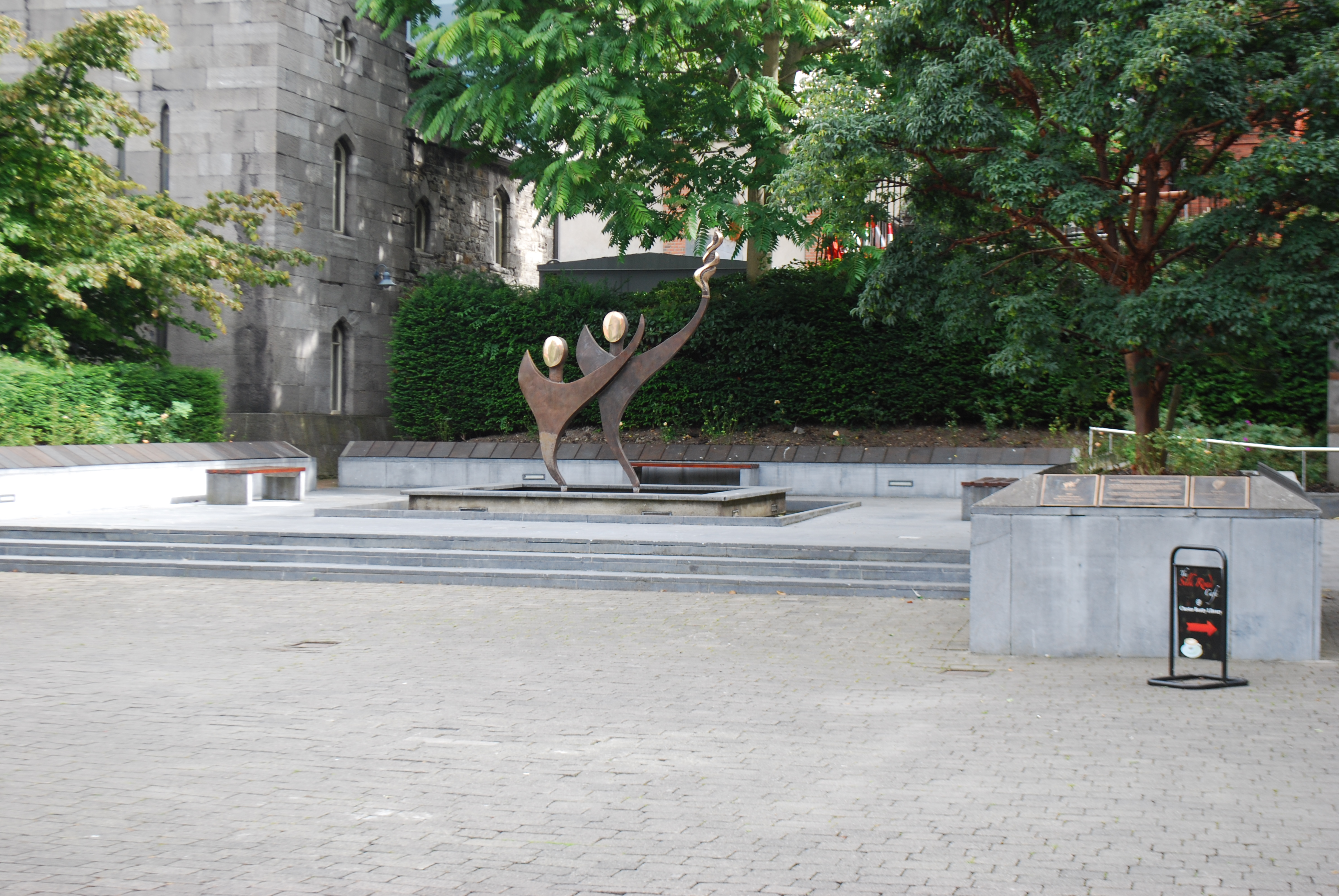
Skulptur von John Behan zur Erinnerung an die Special Olympics World Summer Games 2003

Der irische Bildhauer John Behan entwarf für die Special Olympics World Summer Games 2003 in Dublin eine Skulptur. Sie besteht aus zwei stilisierten Personen mit der Olympischen Flamme, dem Logo der Special Olympics World Summer Games 2003. Um die Skulptur herum befinden sich 137 Bronzetafeln mit den Namen der 7.000 Athleten. Die Einweihung fand am 8. Dezember 2003 statt. Das Kunstwerk steht in den Dubhlinn Gardens.
Kritik richtete sich gegen die Größe der Veranstaltungen. Auch wurde eine Kommerzialisierung gesehen. Scheid und Kapustin äußerten außerdem aus pädagogischer Sicht Vorbehalte gegen eine Dominanz des Wettkampfgedankens. Dies führe zum Aufbau einer Elite, überfordere aber den größeren Teil der geistig Beeinträchtigten und dränge Fördermaßnahmen zurück. Andererseits wies Vermeer in seinen Veröffentlichungen nach, dass die Teilnahme an diesen Wettkämpfen zu Erhöhung der persönlichen Kompetenz führe, in der Öffentlichkeit Vorurteile gegenüber Menschen mit geistiger Beeinträchtigung zurückgedrängt würden und so ein positives Bild der Leistungsfähigkeiten dieser Gruppe entstünde. Dies fördere die Teilhabe von Menschen mit geistiger Beeinträchtigung an gesellschaftlichen Zusammenhängen.

## Special Olympics Deutschland
Special Olympics Deutschland ist der deutsche Bundesverband von Special Olympics International. SOD wurde am 3. Oktober 1991 als gemeinsame Initiative der großen deutschen Verbände (u. a. Diakonie, Bundesvereinigung Lebenshilfe, Caritas) ins Leben gerufen, um das sportliche Engagement geistig beeinträchtigter Menschen zu fördern.

## Special Olympics Österreich
Der österreichische Verband Special Olympics Österreich wurde 1993 auf Initiative von Maria Pachleitner und Marc Angelini in Schladming gegründet. Ebendort fanden 1993 die ersten Winterspiele außerhalb von Nordamerika statt. Im Jahr 2017 wurden die Winterspiele abermals in Schladming und Graz ausgetragen, damit ist Österreich das einzige Land neben den USA, in dem die Special Olympics mehr als einmal veranstaltet wurden.

## Kooperationen
Coca Cola unterstützte die Spiele von Special Olympics von Anfang an.